# Elena Milašina
Elena Valer'evna Milašina (in russo Елена Валерьевна Милашина?; Dal'negorsk, 28 ottobre 1978) è una giornalista russa, specializzata in reportage investigativi per Novaja Gazeta.
Nell'ottobre del 2009 è stata premiata dal Human Rights Watch per il suo straordinario attivismo.
Milašina è stata minacciata e attaccata per il suo lavoro più volte nel corso di oltre un decennio. Nel 2023 è stata duramente picchiata mentre copriva un processo in Cecenia.

## Biografia
Elena Milašina è nata nella città di Dal'negorsk, nel Territorio del Litorale. Ha studiato in una scuola nella città di Amursk. Nel 1994-95 ha preso parte al programma di scambio FLEX ed è entrata nell'Università Statale di Mosca.

## Carriera
Nel 1997, Milašina ha iniziato a lavorare come reporter e giornalista per Novaja Gazeta, mentre studiava allo stesso tempo. Uno dei suoi mentori era Anna Politkovskaja. Nel 2000, Milašina ha pubblicato una serie di materiali sul disastro del sottomarino nucleare di Kursk, per il quale ha ricevuto il premio Golden Pen of Russia dall'Unione dei giornalisti della Russia nella categoria "Indagini giornalistiche". Nel 2001 si è laureata presso la Facoltà di giornalismo dell'Università statale di Mosca .
Ha effettuato reportage sul traffico di droga, la corruzione, gli attacchi terroristici, i disastri militari e l'omicidio di giornalisti. Attivista per i Diritti umani, si occupa anche di casi di rapimenti extragiudiziali, torture, violazioni dei diritti umani nel Caucaso settentrionale e in Cecenia, agisce contro la xenofobia e il razzismo, segue le indagini sull'assedio della scuola di Beslan nel 2004, il conflitto del 2008 nell'Ossezia meridionale e il rapimento nel 2009 e l'omicidio di Natal'ja Ėstemirova.  Prosegue inoltre le indagini avviate dalla collega Anna Stepanovna Politkovskaja, assassinata il 7 ottobre 2006 a Mosca (Russia). Per il suo lavoro sulla Cecenia, ha ricevuto minacce di morte ed è stata aggredita il 5 aprile 2012, insieme alla sua amica Ella Asojan, da due sconosciuti nel quartiere Balašicha di Mosca.

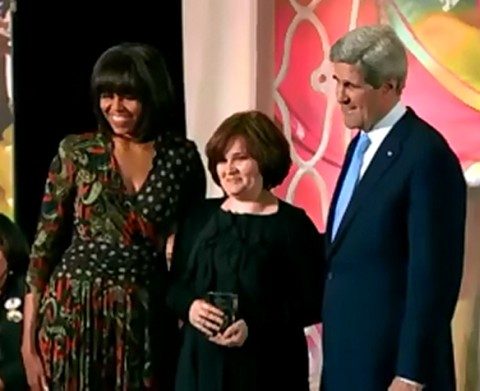
Elena Milašina riceve da Michelle Obama l'"International Women's Courage Award" nel 2013

Nel 2013, Elena Milašina ha ricevuto l'International Women of Courage Award dal Dipartimento di Stato degli Stati Uniti d'America.
Nel 2017, gli ambasciatori francese e tedesco in Russia le hanno consegnato il Premio franco-tedesco per i diritti umani e lo Stato di diritto. Nel 2021, Milašina ha restituito la medaglia del premio all'ambasciata francese a Mosca, dove le era stata assegnata, come gesto di protesta contro la deportazione di un rifugiato ceceno in Russia.
Durante una visita a Groznyj, in Cecenia, il 6 febbraio 2020, per assistere a un processo, Milašina e l'avvocato per i diritti umani Marina Dubrovina sono state aggredite e picchiate da sconosciute assalitrici nella hall dell'hotel Kontinental. 
Nel febbraio 2022, dopo le minacce del capo della Repubblica cecena Ramzan Kadyrov e di altri esponenti di spicco della Repubblica cecena, Elena Milašina, temendo per la propria incolumità, ha lasciato la Russia. Novaja Gazeta ha dichiarato che la stava mandando in viaggio d'affari all'estero, in conformità con i propri protocolli di sicurezza, e che la sua ubicazione non avrebbe influenzato la copertura della situazione dei diritti umani in Cecenia..
Il 4 luglio 2023, mentre andava verso l'aeroporto di Groznyj, Milašina è stata vittima di un agguato nel quale diversi uomini incappucciati hanno fermato la macchina dove viaggiava con il collega Aleksandr Nemov, facendoli scendere dall'auto sotto la minaccia delle armi. La giornalista è stata picchiata, le sono state spezzate le dita delle mani, è stata rasata e cosparsa di vernice verde. Secondo l'organizzazione per i diritti umani Memorial, gli assalitori le hanno intimato di non scrivere più.

## Premi
- Premio dell'Unione dei giornalisti della Russia "Penna d'oro della Russia" nella categoria "Indagini giornalistiche" (2001) - per una serie di materiali sul disastro del sottomarino nucleare "Kursk".
- Premio Human Rights Watch Alison De Forge (2009) - per "il coraggio personale e la lotta contro la corruzione e per il rispetto dei diritti umani in Russia".[1]
- Premio del Gruppo Helsinki di Mosca (2009) - "per attività giornalistiche volte a promuovere i valori dei diritti umani".
- International Women's Courage Award del Dipartimento di Stato degli Stati Uniti (2013) - "per il lavoro giornalistico impavido e coraggioso e per la protezione dei diritti umani in Russia e nei paesi vicini".
- Premio Akhmednabi Akhmednabiev (2015) - per il materiale "Around the Fingers", pubblicato il 7 novembre 2014 .
- Premio Gerd Bucerius della Free Press of Eastern Europe (2016) - per il "contributo alla sensibilizzazione su varie tattiche intimidatorie" utilizzate dalle autorità cecene per sopprimere le voci critiche.
- Premio " Professione - Giornalista " della Fondazione " Open Russia " nella nomination "Indagine" per l'articolo "Delitto d'onore. Come le ambizioni di un noto attivista LGBT hanno risvegliato una terribile usanza antica in Cecenia” (2017).
- Novaja Gazeta ha ricevuto il Andrey Sakharov Freedom Award per le indagini sulla tortura delle persone LGBT in Cecenia condotte da Milašina (2017).
- Tre premi " Editorial Board ": maggio 2017 (insieme a Irina Gordienko ed Elena Kostjučenko) - "per una serie di pubblicazioni sulla persecuzione e l'omicidio dei gay in Cecenia"; marzo 2020 - per l'articolo "Ho prestato servizio nella polizia cecena e non volevo uccidere persone"; gennaio 2022 - per l'articolo "Il nemico numero uno". Altre 20 opere di Milašina sono state nominate per questo premio in anni diversi.
- Premio dell'organizzazione americana "Freedom House" (2018) (insieme al co-fondatore della "Rossijskaja LGBT-set'" Igor' Kočetkov) per il lavoro a favore di coloro che hanno sofferto durante la persecuzione delle persone LGBT in Cecenia.
- Premio per la libertà di stampa di Reporter senza frontiere per il coraggio (2020).